# 서대전여자고등학교
서대전여자고등학교(西大田女子高等學校)는 대한민국 대전광역시 서구 도마동에 있는 사립 고등학교이다.

## 학교 연혁
- 1907년 11월 : 박헌정, 이동선 등 7인 기호흥학회 결성, 사립 경성장훈학교 개교
- 1954년 6월 : 박병배 교주 취임, 사재 출연, 교사 신축
- 1955년 1월 : 장훈중학교 설립 인가
- 1964년 1월 : 장훈고등학교 설립 인가
- 1970년 2월 : 장훈고등학교(2부) 설립 인가
- 1982년 10월 : 장훈고등학교(2부) 설립 목적 변경(인문 ⇒ 상업)
- 1983년 4월 : 서대전여자고등학교 설립 인가
- 1984년 1월 : 제1대 박현배 교장 취임
- 1984년 3월 5일 : 제1회 신입생 354명(6학급) 입학
- 1987년 2월 9일 : 제1회 졸업생 351명(6학급) 배출
- 2011년 3월 2일 : 자율형 사립학교 제1회 신입생 289명(8학급) 입학
- 2016년 3월 2일 : 일반고 신입생 246명(8학급) 입학
- 2016년 7월 1일 : 박세철 이사장 취임
- 2024년 1월 5일 : 제38회 졸업생 116명 배출(누계 13,603명)
- 2024년 3월 1일 : 제17대 유상우 교장 취임
- 2024년 3월 4일 : 신입생 144명(8학급) 입학

## 참고 자료
- 서대전여자고등학교 - 한국교육학술정보원 학교알리미